# گرگ یون
گرگ یون (انگلیسی: Greg Ion؛ زادهٔ ۱۲ مارس ۱۹۶۳) بازیکن فوتبال اهل کانادا بود.
از باشگاه‌هایی که در آن بازی کرده‌است می‌توان به پورتلند تیمبرز اشاره کرد.
وی همچنین در تیم ملی فوتبال کانادا بازی کرده‌است.